# Ctenopoma pellegrini
Ctenopoma pellegrini (лат.) — вид лучепёрых рыб семейства ползуновых (Anabantidae). Распространены в бассейне реки Конго в Африке. Максимальная длина тела 11,2 см. Этот вид был описан британо-бельгийским ихтиологом Джорджем Альбертом Буленджером в 1902 году с типовым местообитанием река Йембе в Мобайе-Мбонго в Демократической Республике Конго. Автор назвал этот вид в честь французского ихтиолога Жака Пеллегрена (1873—1944).